# أومبرتو كلزادا
أومبرتو كلزادا أو أُمبرتو قلصادة من مواليد 25 مايو 1944 في هافانا وهو فنان كوبي أمريكي عاش في ميامي منذ عام 1960.

## الحياة في أمريكا
غادرت عائلة كلزادا كوبا بعد فترة وجيزة من سيطرة الشيوعيين على حكم فيدل كاسترو في 11 أكتوبر 1960. التحق بمدرسة كورال غابليز الثانوية العليا وتخرج منها. ثم التحق بجامعة ميامي حيث تخرج من كلية الهندسة الصناعية عام 1966، ثم حصل من نفس الجامعة على ماجستير إدارة الأعمال في المالية عام 1968.
عام 1976، قرر كلزادا متابعة الرسم كمهنة بدوام كامل. كانت الهندسة المعمارية في كوبا موضوع معظم فنّه وخاصة عمارة المستعمرات الإسبانية والعمارة الجديدة في هافانا.
توجد أعمال كلزادا في العديد من المتاحف وكذلك في المجموعات الخاصة والشركات والعامة. في عام 2006، قدم متحف لوي للفنون في جامعة ميامي عرضًا لإعماله خلال ثلاثين عامًا بعنوان "همبرتو كلزادا: في الأحلام مستيقظًا".